# Luigi Valenti Gonzaga

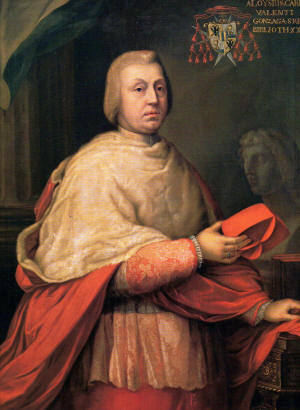
Luigi Kardinal Valenti Gonzaga

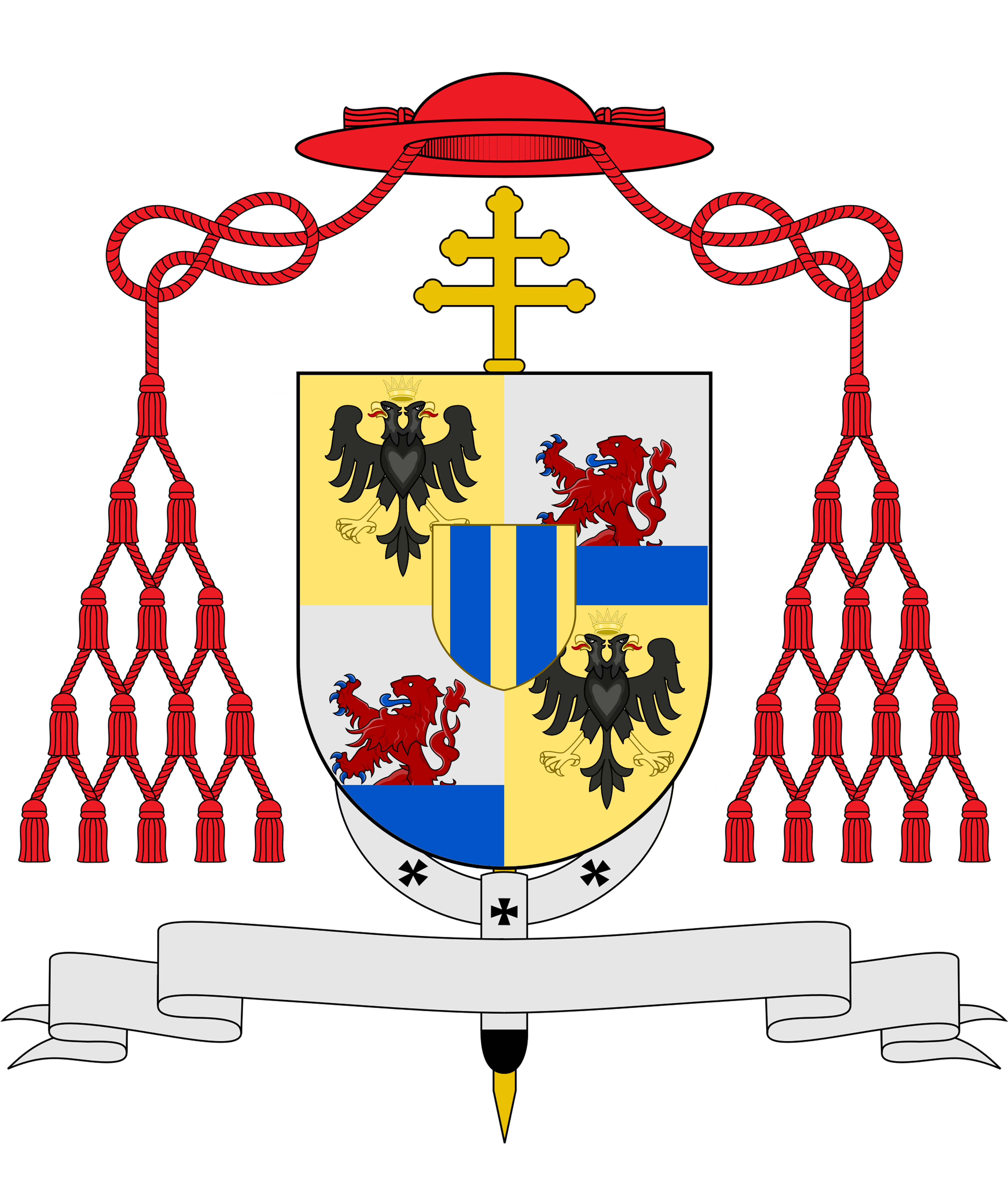
Kardinalswappen

Luigi Valenti Gonzaga (* 15. Oktober 1725 in Roveredo di Guà; † 29. Dezember 1808 in Rom) war ein Kardinal der Römischen Kirche.

## Leben
Er war ein Neffe des Kardinals Silvio Valenti Gonzaga.
Nachdem Luigi Valenti Gonzaga am 29. Juni 1764 die Priesterweihe empfangen hatte, ernannte Papst Clemens XIII. ihn am 9. Juli 1765 zum Titularerzbischof von Caesarea in Cappadocia und spendete ihm auch selbst am 25. Juli 1764 die Bischofsweihe; Mitkonsekratoren waren die Kurienerzbischöfe Giovanni Ottavio Bufalini und Giovanni Carlo Boschi. Seit dem 27. Juli 1764 Nuntius in der Schweiz, wurde er am 2. September 1773 Nuntius für Spanien. Papst Pius VI. erhob ihn am 15. April 1776 in pectore zum Kardinal und veröffentlichte seinen Namen am 20. Mai 1776. Seit dem 30. Mai 1778 Kardinalpriester von Sant’Agnese fuori le mura, wurde er am 29. November 1790 Kardinalpriester von Ss. Nereo ed Achilleo und schließlich am 1. Juni 1795 Kardinalbischof von Albano. Seit dem 12. Januar 1803 Bibliothekar der heiligen Kirche, wurde er am 3. August 1807 Kardinalbischof von Porto-Santa Rufina und Subdekan des Kardinalskollegiums. Er nahm am Konklave von Dezember 1799 bis März 1800 teil, das Barnaba Chiaramonti zum Papst Pius VII. wählte.